# 聖多明戈縣 (哥斯達黎加)
聖多明戈縣（西班牙語：Cantón de Santo Domingo），是哥斯達黎加的縣份，位於該國中北部，由埃雷迪亞省負責管轄，首府設於聖多明戈，面積1,765.79平方公里，海拔高度1,242米，2011年人口40,072人，人口密度每平方公里22.69人。